# 路傍
路傍（ろぼう）とは、
- 道のほとり、または道端のこと。
- 東山彰良の小説。路傍 (小説)を参照。
- 音楽デュオWill Callのシングル。本項で詳述。

『路傍』（ろぼう）は、日本の音楽デュオ、Will Callのシングル。2001年9月26日にBMGファンハウス（RCAアリオラジャパン）よりリリースされた。

## 解説
プロデューサーは石橋貴明（とんねるず）、音楽プロデューサーは後藤次利。
オリコンウィークリーチャート初登場は5位であったが、発売日翌日のデイリーチャートでは1位を記録した。
フジテレビ系『とんねるずのみなさんのおかげでした「木梨憲武方面風 ユーラシア大陸横断 納豆ロードの旅」』挿入歌。

## 収録曲
全作詞：Will Call　作曲・編曲：後藤次利
1. 路傍
2. 街
3. おやすみ
4. 路傍（Rhythm Track）
5. 街（Rhythm Track）
6. おやすみ（Rhythm Track）

## 参加ミュージシャン
- 後藤次利:Bass、Key
- 阿部薫：Dr
- 鈴木英俊：EG
- 松本圭司：P、Key
- 木本靖夫：Prog
- BOYER:Cho